# سارا نوردنستام

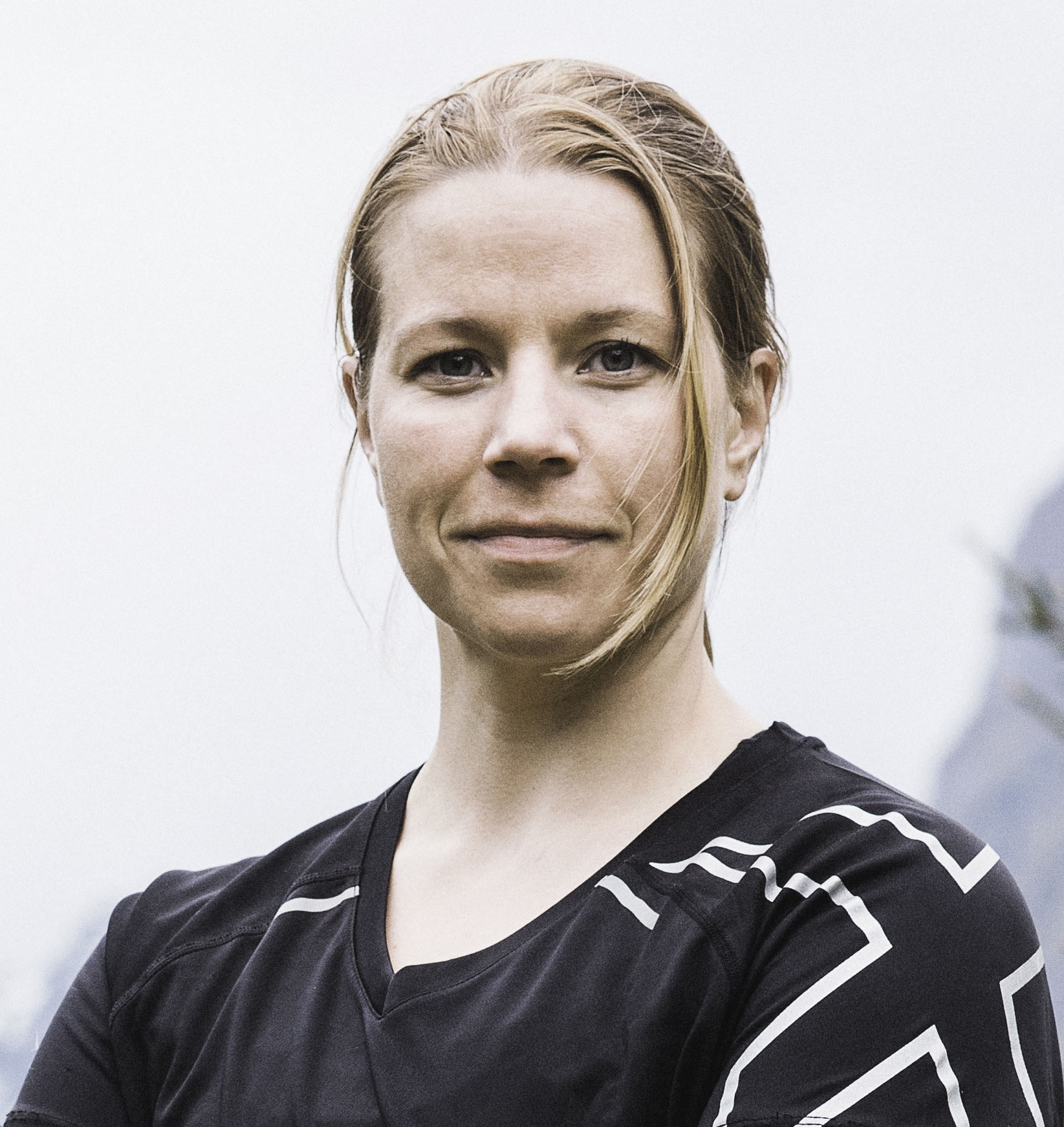
سارا نوردنستام (به انگلیسی: Sara Nordenstam) (زادهٔ ۲۸ فوریهٔ ۱۹۸۳) شناگر اهل نروژ است.